# Frédéric-Auguste de Saxe-Eisenach
Frédéric-Auguste de Saxe-Eisenach (* 30 octobre 1663 à Friedewald, comté de Sayn-Wittgenstein-Sayn-Altenkirchen; † 19 septembre 1684 à Presbourg) est le prince héritier de Saxe-Eisenach.

## Biographie
Frédéric-Auguste est le fils aîné du duc Jean-Georges Ier de Saxe-Eisenach et de son épouse, Jeannette de Sayn-Wittgenstein (1632-1701).
Il participe en tant que colonel impérial à la Grande guerre turque et à l'échec Sièges de Buda. Il est gravement blessé à Bratislava, où il est décédé peu de temps après, des suites de ses blessures. Il est enterré le 16 octobre 1684 dans l'église Saint-Georges à Eisenach.
Il est remplacé comme prince héritier par son frère Jean-Georges II de Saxe-Eisenach.

## Sources
- Hellmut Marin (Ed.): L'Europe à Weimar: Visions d'un Continent. Rapport d'activites 2008 la Classique-Stiftung Weimar. Wallstein, Göttingen, 2008,  (ISBN 978-3-8353-0281-5)
- (de) C. Wülcker, « Johann Georg I. (Herzog von Sachsen-Eisenach) », dans Allgemeine Deutsche Biographie (ADB), vol. 14, Leipzig, Duncker & Humblot, 1881, p. 365-366